# داستان یک سرباز
داستان یک سرباز (انگلیسی: A Soldier's Story) فیلمی در ژانر مرموز به کارگردانی نورمن جویسون است که در سال ۱۹۸۴ منتشر شد. از بازیگران آن می‌توان به هاوارد رولینز، آدولف سزار، دنزل واشنگتن، پاتی لابل و وینگز هاوزر اشاره کرد.